# 中澤幸介
中澤 幸介(なかざわ こうすけ)は日本の危機管理ジャーナリスト。

## 略歴
新建新聞社取締役。『リスク対策.com』 編集長。
2007年（平成19年）、新建新聞社での危機管理とBCPの専門誌『リスク対策.com』を創刊に携わる。数多くのBCPの事例を取材し、報道及び講演を行う傍ら、地区防災計画学会理事、国際危機管理学会理事を兼務する。Yahoo!ニュース個人オーサーでもある。また、内閣府プロジェクト平成25年度事業継続マネジメントを通じた企業防災力の向上に関する調査・検討業務アドバイザー、平成26年度地区防災計画アドバイザリーボードを兼務している。

## 著書
- 中澤幸介著『命を守る教科書LIFE ムック』（新建新聞社、2016年） ISBN 4865270612
- 中澤幸介著『被災しても成長できる危機管理「攻めの」5アプローチ』（新建新聞社、2013年） ISBN 4879470783

## 講演歴
以下、メディアで告知され、かつ実施された主な講演歴を挙げる。
- 2015年2月19日―NECソリューション・イノベータ主催経営者・総務部門様向けセミナー「事例に学ぶ、「外なるリスク」と「内なるリスク」の解決策！」[1]
- 2015年7月23日-NECソリューション・イノベータ主催現場視点からのBCPセミナー「今こそ本気のBCP ～災害・危機管理対策のあり方を見直す3時間！～」[2]
- 2016年10月2日-豊橋商工会議所主催「BCP（事業継続計画）セミナー」[3]